# Opera (trình duyệt web)
Opera là một trình duyệt web và cũng là một bộ phần mềm Internet được phát triển bởi Opera Software, hiện được hơn 270 triệu người sử dụng trên thế giới. Trình duyệt này bao gồm các tác vụ liên quan đến Internet như hiển thị web, gửi và nhận thư điện tử, tin nhắn trên IRC, quản lý danh sách liên hệ, tải tập tin thông qua BitTorrent và trò chuyện trực tuyến. Opera được cung cấp miễn phí cho máy tính cá nhân và điện thoại di động.
Opera là trình duyệt web được sử dụng phổ biến nhất tại Belarus. Opera Mini là trình duyệt cho điện thoại được sử dụng phổ biến nhất trong tháng 5 năm 2012 và đã được chọn làm trình duyệt tích hợp sẵn trong một số dòng điện thoại.
Các tính năng của Opera bao gồm duyệt web theo thẻ (tab), phóng to trang, sử dụng cử chỉ chuột (mouse gestures) và được tích hợp sẵn trình quản lý download. Các tính năng an toàn bao gồm chống trang web giả mạo và phần mềm ác ý (malware), cho phép xóa dữ liệu cá nhân như HTTP cookies. Nhiều tính năng ban đầu chỉ có trong Opera sau đã có mặt trong nhiều trình duyệt web khác.
Opera chạy trên một loạt các hệ điều hành dành cho máy tính cá nhân như Microsoft Windows, Mac OS X, Linux và FreeBDS. Các phiên bản của Opera hiện cũng có mặt cho phép chạy trên các thiết bị sử dụng Maemo, Bada, BlackBerry, Symbian, Windows Phone, Android, iOS và Java ME. Đã có khoảng 120 triệu điện thoại di động bán ra trên thế giới được tích hợp sẵn Opera. Opera là trình duyệt thương mại duy nhất có mặt trên các máy chơi game Nintendo DS và Wii. Một số Set-top box (thiết bị giải mã tín hiệu truyền hình) sử dụng Opera. Công nghệ Opera đã được cấp phép cho Adobe Systems sử dụng trong bộ phần mềm của hãng: Adobe Creative Suite.
Với phiên bản 12.02, tung ra vào ngày 30 tháng 8 năm 2012, Opera là trình duyệt web duy nhất hiện nay vẫn còn hỗ trợ hệ điều hành Windows 2000.

## Lịch sử

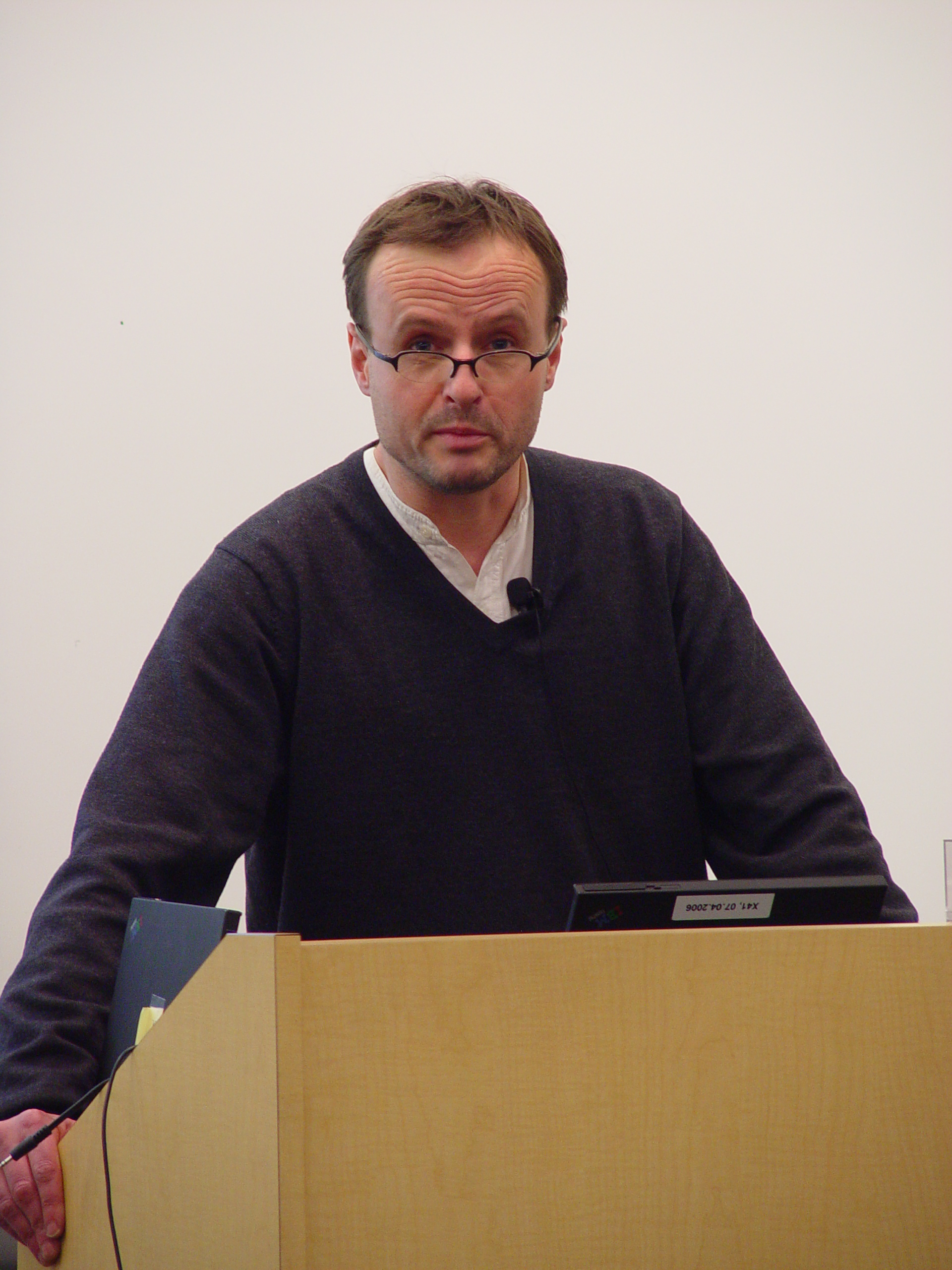
Håkon Wium Lie, Trưởng Văn phòng Kỹ thuật của Opera Software và là đồng sáng lập của tiêu chuẩn web CSS

Opera được bắt đầu phát triển vào năm 1994 trong một dự án nghiên cứu của Telenor, một công ty truyền thông lớn nhất Na Uy. Năm 1995 dự án trên tách ra thành lập một công ty độc lập với Telenor tên là Opera Software ASA.
Các phiên bản 2.0 của trình duyệt Opera trở về trước được đặt tên là MultiTorg Opera và chưa được phổ biến công khai — tuy nhiên tài liệu trực tuyến của nó có thể xem được tại Hội nghị Quốc tế III WWW vào năm 1995 (The Third International WWW Conference). Vào thời điểm đó Opera được biết đến do có giao diện đa tài liệu (multiple document interface — MDI), một danh sách nóng (sidebar) giúp cho việc duyệt web cùng một lúc nhiều trang dễ dàng hơn và là trình duyệt đầu tiên tích hợp chặt chẽ với chuẩn W3C.
Năm 1996, Phiên bản Opera đầu tiên phát hành công khai là Opera 2.0 cho hệ điều hành Windows. Phiên bản này được phát hành dưới dạng shareware  Ngày 10 tháng 10 năm 1997, dưới sự đòi hỏi của công chúng, công ty Opera Software bày tỏ sự quan tâm vào việc lập trình trình duyệt của họ cho các hệ điều hành khác nhau như Apple Macintosh, QNX và BeOS bằng cách triển khai Dự án thần kỳ để khảo sát thị trường xem ai sẽ sẵn sàng mua trình duyệt có thể chạy trên các hệ điều hành trên. Ngày 30 tháng 11, công ty ngừng cuộc khảo sát. Trước khi Opera phiên bản 4 ra đời Dự án thần kỳ trở thành một cột mốc mới cho việc viết phần mềm có khả năng chạy trên các hệ điều hành khác nhau.
1998, Opera 3 được phát hành có thể chạy trên nhiều hệ điều hành khác nhau. Phiên bản này giới thiệu tính năng Cascading Style Sheets — CSS.
Ngày 28 tháng 6 năm 2000, Opera 4 cho hệ điều hành Windows được phát hành. Phiên bản này có nhân có khả năng chạy trên nhiều hệ điều hành khác nhau, và một chương trình thư điện tử được tích hợp sẵn.
Ngày 6 tháng 12 năm 2000, Opera 5 là phiên bản đầu tiên miễn phí nhưng có chứa nội dung quảng cáo thay vì chỉ cho dùng thử một thời gian.
Ngày 29 tháng 11 năm 2001, Opera 6 được phát hành với nhiều tính năng mới bao gồm hỗ trợ Unicode, đề nghị sử dụng giao diện đơn tài liệu (single document interface — SDI) cùng với giao diện đa tài liệu (multiple document interface — MDI).
Tháng 1 năm 2003, Opera 7 được phát hành, giới thiệu động cơ layout "Presto" — một cải tiến từ CSS, tập lệnh phía máy khách (client-side scripting), và hỗ trợ DOM (Document Object Model). Tháng 8 năm 2004: Opera 7.6 bắt đầu giới hạn bản kiểm thử alpha. Phiên bản này có nhiều tính năng cao cấp hơn các bản trước như hỗ trợ giọng nói, và giọng nói XML. Phiên bản này cũng có tính năng tương tác với tivi, tự động căn chỉnh độ rộng phù hợp (fit to width). Fit to width là một công nghệ ban đầu sử dụng CSS, nhưng hiện tại nó là một công nghệ nằm hẳn trong Opera. Công nghệ Fit to width giúp trang web đang hiển thị có thể tự động thay đổi độ rộng cho phù hợp với màn hình bằng cách giảm kích cỡ của ảnh và chữ nhỏ đi, cũng có thể loại bỏ hẳn cả ảnh với khổ cho trước để nó vừa với màn hình có độ rộng bất kỳ. Nhưng Opera 7.6 không bao giờ được phát hành như một phiên bản chính thức.
Ngày 12 tháng 1 năm 2005, Opera Software tuyên bố họ sẽ cung cấp trình duyệt Opera miễn phí cho các trường đại học  — một sự thay đổi từ 1000 đô la Mỹ đến giấy phép không giới hạn. Các trường được cấp giấy phép miễn phí bao gồm: Massachusetts Institute of Technology (MIT), Đại học Harvard, Đại học Oxford, Georgia Institute of Technology và Đại học Duke. Trước đây trình duyệt Opera bị chỉ trích vì chứa quảng cáo nhưng từ phiên bản mới Opera cho phép người dùng lựa chọn nội dung quảng cáo là ảnh hoặc chữ. Nếu người dùng trả tiền mua phần mềm thì nội dung quảng cáo sẽ được loại bỏ.
Ngày 19 tháng 4 năm 2005, phiên bản 8.0 được phát hành, hỗ trợ SVG Tiny, tính năng đa phương thức (multimodal) và mã JavaScript người dùng, giao diện người dùng trong sáng và thân thiện hơn. Trang chủ mặc định của Opera cải tiến cổng tìm kiếm . Tuy nhiên có một vài thay đổi nhỏ gây khó chịu cho người đã dùng các phiên bản trước như một vài thiết lập nâng cao bị ẩn đi. Ngày 20 tháng 9 năm 2005 với sự ra đời của phiên bản 8.50, Opera Software công bố là trình duyệt của họ sẽ được phát hành free of charge và không có quảng cáo trên trình duyệt, tuy nhiên công ty vẫn hỗ trợ cho các đối tác. Phiên bản này có các tính năng tăng cường sau: tự động sửa lỗi trang web phía máy khách nếu trong quá trình nhận trang web từ máy chủ có lỗi xảy ra, và sửa một số lỗi bảo mật trong trình duyệt.
Ngày 7 tháng 2 năm 2006, Opera Labs được thành lập để cung cấp công nghệ hậu cảnh (behind-the-scenes) tân tiến nhất, các phiên bản Opera xem trước/beta sẽ được tải về tại đây.
Ngày 16 tháng 2 năm 2006, Opera cùng với Nintendo công bố rằng sẽ cùng phát triển và phát hành trình duyệt cho DS, một thiết bị trò chơi cầm tay của Nintendo. Ngày 10 tháng 5 năm 2006, Opera công bố rằng họ là đối tác của Nintendo trong việc phát triển phiên bản mới của trình duyệt cho thiết bị trò chơi mới của hãng có tên là Wii. Phiên bản Opera dành cho Wii gọi là Internet Channel, được tung ra vào ngày 12 tháng 4 năm 2007 và cho phép tải xuống miễn phí cho tới ngày 30 tháng 7 năm 2007, sau thời gian này khách hàng phải trả 500 Wii Point để tải về. Vào ngày 2 tháng tháng 9, công ty đã tiếp tục cho phép tải miễn phí. Các khách hàng phải trả tiền trước đó đã được tặng một NES game với giá trị tương đương.. Phiên bản dành cho Nintendo DS là phiên bản trả phí, được bán ra dưới dạng thẻ cắm vật lý. Đối với máy chơi game Nintendo DSi, người dùng có thể tải miễn phí thông qua Internet, từ DSi shop.

## Tính năng
Trong bộ Opera, ngoài chức năng trình duyệt còn có một trình quản lý thư điện tử Opera Mail client tích hợp sẵn, trong các phiên bản bộ Opera trước trình quản lý thư điện tử còn có tên là M2. Opera Mail hỗ trợ POP, SMTP và IMAP và đã bao gồm sổ địa chỉ. Opera Mail có tính năng đọc bản tin newsreader và newsfeed để đọc tệp dạng RSS và Atom, IRC. Phiên bản Opera 9 sẽ có tính năng widgets và hỗ trợ tải tệp theo giao thức BitTorrent. Ngoài ra còn hỗ trợ cử chỉ chuột, duyệt web bằng giọng nói.
Ở phiên bản Opera 12.00 - Opera 12.50, Opera Wiget, duyệt web bằng giọng nói, Opera Unite không còn được hỗ trợ

### Khả năng truy cập
Opera được thiết kế để có thể chạy trên các máy đời cũ và yếu. Có khả năng xử lý Dom, CSS nhanh nhất.
- Nó có khả năng điều khiển hầu hết các tác vụ của trình duyệt chỉ cần dùng bàn phím, và các phím tắt có thể được định nghĩa cho phù hợp với nhu cầu sử dụng của người dùng. Opera cũng hỗ trợ phím truy cập (một tính năng giúp người dùng đến ngay trang web chỉ cần ấn tổ hợp phím đã đặt trước). Opera là trình duyệt đầu tiên hỗ trợ tính năng mouse gesturre,[41] một tính năng sử dụng kết hợp các di chuyển của chuột và nhắp chuột giúp trình duyệt nhận ra lệnh người dùng muốn yêu cầu, như quay lui, làm tươi nội dung trang web.
- Phóng to (nhỏ) trang, cho phép văn bản, ảnh và các nội dung khác như flash, ảnh véc tơ có thể tăng hay giảm kích thước để phù hợp với kích thước màn hình. Để trình duyệt có thể tự động phóng to (nhỏ) trang web người dùng có thể tự định nghĩa một chuẩn riêng.
- Công nhệ điều khiển bằng giọng nói, được phát triển bởi IBM, cho phép điều khiển trình duyệt bằng giọng nói mà không cần sử dụng bàn phím hay chuột. Công nghệ này cho phép đọc một văn bản trên trang web hoặc một đoạn văn bản được đánh dấu. IBM cũng có một trình duyệt dựa trên Opera.[42].
- Căn chỉnh độ rộng của trang web vừa khít với cửa sổ trình duyệt. Tính năng này tương tự như tính năng Small Screen Rendering (SSR) của Mini, với tính năng này trình duyệt sẽ tự động chỉnh độ rộng của trang web cho phù hợp với kích thước màn hình mà không cần dùng thanh cuộn ngang.

Xếp tab
Kéo tab này lên trên tab kia để bạn có thể tạo ra các nhóm tab. Hiện nay bạn có thể để hàng tá trang web mở, có tổ chức và được kiểm soát.

### Opera Turbo
Tăng tốc độ duyệt web trên những Wi-Fi hotspot có nhiều người sử dụng.

### Phần mở rộng
Mở rộng các chức năng của Opera bằng cách truy cập danh mục các phần mở rộng của chúng tôi. Tải video xuống, tự động dịch các ngôn ngữ và nhiều tính năng khác. Các phần mở rộng cũng có thể hiển thị thông tin tóm tắt trong Quay Số Nhanh.

### Cử chỉ chuột trực quan
Thực hiện các thao tác trình duyệt bằng cách nhấn nhanh chuột. Giữ nút chuột phải trên một trang web để hiển thị hướng dẫn bằng hình ảnh cho biết cách thực hiện các cử chỉ khả dụng.

### Quay Số Nhanh
Xem trước các trang yêu thích của bạn mỗi khi bạn mở một tab mới và mở các trang đó bằng một cú nhấp. Chọn bố cục và hình nền bạn thích và bổ sung các phần mở rộng gọn nhẹ có thể hiển thị thông tin hữu ích, trực tiếp.

### Opera Link
Đồng bộ hóa các mục Quay Số Nhanh, bookmark, mật khẩu và những dữ liệu hữu ích khác giữa tất cả các máy tính và thiết bị của bạn.

### Trình quản lý mật khẩu
Lần đầu tiên bạn đăng nhập vào một trang web, Trình Quản lý Mật Khẩu có thể lưu lại mật khẩu đó. Lần sau, chỉ cần nhấn Ctrl + Enter và bạn sẽ được đăng nhập. Mật khẩu cũng có thể được đồng bộ hóa an toàn bằng Opera Link.

### Opera Unite
Đây là hệ thống cho phép bạn chia sẻ nội dung với người khác, mà không phải tải bất kỳ thứ gì lên một trang web. Các ứng dụng Opera Unite có thể truy xuất nhạc trực tuyến, chia sẻ hình ảnh hoặc thậm chí lưu trữ các trang web.

### Chỉnh tỷ lệ
Phóng to các trang web để đọc dễ hơn hoặc thu nhỏ để vừa hơn trên màn hình. Chức năng thu phóng của Opera sẽ điều chỉnh lại kích cỡ của mọi thứ, không chỉ văn bản. Bạn cũng có thể ẩn hình ảnh để dễ đọc và tải trang nhanh hơn.

### Phiên làm việc
Opera cho phép người dùng lưu trữ nhiều trang web như là một phiên làm việc. Tập hợp các trang web này có thể được mở sau đó và người dùng tiếp tục công việc đang dang dở. Opera cũng cho phép thiết lập cho phép người dùng mở lại trang web mà lần trước đó đang mở. Thông tin về phiên làm việc bao gồm lịch sử và thiết lập của từng trang, như kích thước chữ, độ phóng to, nhỏ được lưu trữ trong một tệp đặc biệt, tệp này có thể được truyền đến máy vi tính khác qua thư điện tử hoặc các thiết bị lưu trữ.

### MDI và Tabs
Opera hỗ trợ duyệt tab và một giao diện đa tài liệu (MDI). Điều này có nghĩa là Opera có thể mở cùng lúc nhiều trang web trong một cửa sổ chương trình Opera, và các trang web này như một cửa sổ chương trình con trong Opera, các cửa sổ này có thể thay đổi kích thước, di chuyển trong Opera, thu nhỏ chỉ hiển thị thanh tiêu đề, sắp xếp các trang web theo tầng.
Năm sau, thiết lập mặc định của Opera thay đổi từ MDI sang giao diện đơn giản hơn bằng cách dùng thanh tab. Từ phiên bản 6.0, Opera đề nghị người dùng lựa chọn 3 phương thức sắp xếp các cửa sổ trang web: tab, MDI và SDI (giao diện đơn người dùng, không có tab).

### Chặn cửa sổ quảng cáo Pop-up
Opera để người dùng điều lựa chọn có mở quảng cáo pop-up hay không. Mặc định Opera sẽ chặn tất cả các quảng cáo pop-up, nhưng cách xử lý có khác nhau, như mở cửa sổ quảng cáo ở cửa sổ nền, hoặc chặn quảng cáo khi cửa sổ này không phải là kết quả của việc người dùng nhắp chuột vào một liên kết. Một cửa sổ quảng cáo đã bị chặn vẫn có thể mở được vào lần sau, tuỳ thuộc vào lựa chọn của người dùng.

### Trình quản lý tải về
Opera hỗ trợ tải tệp về cho người dùng, tệp đang tải về có thể tạm dừng, hoặc nếu trong quá trình tải bị lỗi có thể khôi phục để tải tiếp mà không cần tải lại từ đầu. Nó cũng lưu một danh sách các tệp được tải về gần đây và cho phép mở tệp đã tải về xong từ chính trong trình duyệt. Tệp được tải về cũng có thể mở từ ngoài trình duyệt.

### Tìm kiếm dễ dàng
Opera cung cấp một số tính năng cho phép tìm kiếm nhanh và dễ dàng bằng cách sử dụng nhiều động cơ tìm kiếm của các trang web tìm kiếm nổi tiếng và các trang thương mại như Google, Amazon.com, Ebay. Nó cũng cho phép dịch một đoạn văn bản hoặc tìm kiếm nghĩa của một từ bằng cách nhắp chuột phải vào trực tiếp từ đấy.

### Themes người dùng định nghĩa
Opera cho phép người dùng tự chỉnh sử và tự tạo một giao diện của chính mình, người dùng có thể thay đổi vị trí và kiểu của thanh công cụ, nút và menu. Chức năng kéo và thả cho phép đặt một liên kết và nút lên thanh công cụ rất đơn giản.

### Chuẩn
Kể từ phiên bản 3.5 Opera đã hỗ trợ CSS, và hiện nay một thành viên của nhóm sáng lập ra CSS đang làm việc tại công ty Opera Software. Đến phiên bản 6.0 Opera hỗ trợ hầu hết các chuẩn web phổ biến bao gồm: các công cụ bổ sung của Netscape và một số chuẩn mới được áp dụng gần đây như WAP, chuẩn WML cho thiết bị không dây, hỗ trợ hoàn toàn ECMAScript (hay còn gọi là JavaScript), chuẩn HTML DOM hỗ trợ yếu.
Phiên bản 7.0 giới thiệu một động cơ layout mới nhanh hơn và mạnh hơn có tên là Presto. Với phiên bản này Opera là một trình duyệt hoàn toàn mới, hỗ trợ các chuẩn cũ như Elektra layout engine và hỗ trợ hoàn toàn HTML DOM.
Phiên bản 8.0 ra đời Opera là trình duyệt đầu tiên hỗ trợ chuẩn Scalable Vector Graphics (SVG) 1.1 Tiny.  Phiên bản 8.0 Opera có chế độ biểu diễn gọi là Opera Show, cho phép sử dụng tài liệu dạng HTML hoặc XML đối với màn hình lớn và duyệt web. Hình thức của trang web khi hiển thị toàn màn hình được thay đổi trong CSS với đoạn mã media="projection"

### Thiết bị di động
Opera có thể tự động định dạng bất kỳ trang web nào để có khung nhìn phù hợp các màn hình có kích thước nhỏ, như điện thoại thông minh, thiết bị trợ giúp cá nhân số. Công nghệ này là độc quyền của Opera, nhưng các trình duyệt khác cũng có thể làm được như vậy bằng cách sử dụng CSS. Phiên bản trình duyệt sử dụng công nghệ độc quyền của Opera hiện có thể sử dụng trên các điện thoại di động thông minh và PDA của các hãng sau: Nokia, BenQ, Sony Ericsson, Sharp Corporation, Sendo, Kyocera, Motorola và Psion.
Để biết thêm chi tiết xem Opera Mini
Opera Mini là một trình duyệt miễn phí gọn nhẹ cho điện thoại di động và các thiết bị khác có sẵn Java ME. Opera Mini sử dụng máy chủ Opera để xử lý và nén trang web trước khi gửi dữ liệu đến thiết bị di động. Điều này giúp các thiết bị di động khác nhau (kích thước màn hình khác nhau) có thể đọc được trang web.
Ngày 1 tháng 1 năm 2006 Opera công bố Google sẽ là đối tác chính cho trình duyệt trên thiết bị di động của họ.
Ngày 15 tháng 2 năm 2006 Opera công bố họ đã phát triển trình duyệt cho Nintendo DS. Trình duyệt này hỗ trợ tối đa cho hệ thống có hai màn hình giúp cho việc hiển thị phóng lớn một đoạn của trang web hoặc các trang web quá dài. DS sử dụng Opera để cập nhật firmware. Trình duyệt này sẽ được bán tại Nhật vào tháng 6 năm 2006 với giá 3.800 yen Nhật (tương đương 32,15 đô la Mỹ). Hiện tại vẫn chưa thấy thông báo của Opera về việc sẽ bán trình duyệt cho DS tại Mỹ hay châu Âu.

## Tính tương thích
Vấn đề về tương thích là một nguyên nhân giúp trình duyệt có phổ biến hay không. Các trang web thường chỉ được kiểm thử với trình duyệt Internet Explorer sẽ hiển thị không đúng với trình duyệt khác.
Thường các trang web thống kê trình duyệt trên thế giới sẽ dò xem người sử dụng đang sử dụng trình duyệt nào, Opera cho phép người dùng thay đổi thông tin mà trình duyệt gửi đến trang thống kê. Trong các phiên bản cũ, Opera thường khoác một áo choàng giả dạng trình duyệt Internet Explorer, nhưng vẫn có từ Opera trong thông tin về trình duyệt gửi đến trang web thống kê. Thông thường các trang web thống kê sẽ bỏ qua các thông tin khó hiểu, vì vậy Opera thường không có trong kết quả thống kê trình duyệt được sử dụng trên thế giới, trong các phiên bản mới của trình duyệt Opera, công ty Opera Software đã xây dựng một định danh thông tin riêng của trình duyệt.
Phiên bản mới nhất của Opera đề nghị một phương pháp nâng cao tấm áo choàng — tệp ua.ini. Tệp ua.ini không cho phép người dùng ghi bất cứ thông tin gì vào, nhưng tệp này có một phần định nghĩa trước bao gồm thông tin về trình duyệt Mozilla và Internet Explorer.
Opera phiên bản 8 giới thiệu tính năng dự phòng cao hơn trong vấn đề lỗi mã hóa. Khi trang web đang được mở mà bị đứt kết nối, Opera sẽ cung cấp một tập lệnh tự xử lý lỗi này và ghi đè lên trang web lỗi bằng trang web đã được xử lý lỗi. Tính năng này tương tự như UserJS trong trình duyệt Mozilla, cho phép người dùng chạy đoạn mã của họ vào các thời điểm khác nhau khi trang web được xử lý. Công nghệ này cho phép các trang phổ biến không tương thích với Opera có thể hiển thị đúng trên Opera.
Opera tự cập nhật BrowserJS và ua.ini.

### Thư điện tử
Trong một thời gian dài người dùng không thể đổ rác của hòm thư Hotmail, do lỗi phía máy chủ trong việc xác định trình duyệt. Với các phiên bản hiện tại Opera giới thiệu tính năng ua.ini để các trang web có nhu cầu định danh trình duyệt có thể phân biệt giữa nó và trình duyệt khác.
Khi Google phát hành Gmail vào tháng 4 năm 2004, Opera không hỗ trợ Gmail. Do Gmail sử dụng giao thức XMLHttpRequest, một giao thức chưa chuẩn hóa và các trình duyệt như Internet Explorer, Firefox và Safari không hiểu được chuẩn này. Ngày 18 tháng 4 năm 2005, Opera phiên bản 8 phát hành hỗ trợ hoàn toàn Gmail. Tuy nhiên vẫn có một số vấn đề giữa Opera và Gmail, ví dụ khi rich-text editor được xây dựng trong một form mới định nghĩa thì ô rich-text editor không thể sử dụng trong trình duyệt Opera, phiên bản Opera 9 preview 2 sử dụng được nhưng vẫn còn một vài lỗi.
Có rất nhiều vấn đề với Yahoo! Mail, đầu tiên là đứt liên kết của nút Move (nguyên nhân do định danh trình duyệt). Sau khi Yahoo! Mail nâng cấp giao diện mới, vấn đề này không còn nữa, nhưng nút Move có vẻ lớn hơn so với các trình duyệt khác. Do Yahoo! cũng sử dụng ô văn bản rich text, vì vậy Opera cũng bị lỗi trang Yahoo! tương tự như lỗi trang Gmail.

### MSN
Trang MSN của Microsoft cũng bị một vài lỗi trên trình duyệt Opera:
Năm 2001, trang MSN thay đổi sau khi Windows XP và trình duyệt Internet Explorer 6 ra đời, việc thay đổi của MSN nhằm ngăn chặn các trình duyệt khác như Opera và Mozilla. Người dùng Windows được khuyến khích nâng cấp trình duyệt lên Intenet Explorer 6 để hiển thị trang MSN tốt hơn và tránh lỗi. Khi được hỏi là tại sao ngăn chặn Opera, Microsoft trả lời do Opera chưa hỗ trợ chuẩn XHTML mới nhất. Đáp lại Opera trả lời rằng trình duyệt của họ đã hỗ trợ chuẩn XHTML, và dưới sự tranh luận gay gắt Microsoft phải để MSN có thể truy cập bởi tất cả các trình duyệt.
Tháng 2 năm 2006, Công ty Opera Software khám phá ra rằng máy chủ của trang web MSN đã gửi thông tin hiển thị trang web cho người dùng Opera khác với thông tin nó gửi cho người dùng Internet Explorer. Hai trình duyệt phổ biến nhất lúc bấy giờ là Internet Explorer và Netscape đều phù hợp với thông tin hiển thị này. Nhưng trình duyệt Opera được trang web MSN phục vụ thông tin hiển thị theo phương thức của các bản Netscape cũ và Opera sử dụng phương thức giải mã khác Internet Explorer nên trang web MSN hiển thị không đúng.
Đoạn mã mà công ty Opera Software tố cáo máy chủ của trang web MSN cung cấp dẫn đến lỗi hiển thị như sau:
```
ul {list-style-position: outside; margin: -2px 0px 0px -30px;}
[
53
]
[
54
]
```

Việc kiểm thử cho thấy khi trang web MSN phát hiện trình duyệt đang yêu cầu thông tin từ nó là trình duyệt Opera, nó sẽ gửi thông tin hiển thị cho trình duyệt Opera theo một chuẩn cũ đã lỗi thời. Nếu người dùng sử dụng user agent như oprah thì trang web MSN hiển thị tốt. Opera tố cáo đây là hành động có chủ ý nhằm làm mất uy tín của trình duyệt Opera. Microsoft bác bỏ lời cáo buộc này và cho rằng đây là lỗi lập trình và sửa lỗi này ngay sau đó.
Bất chấp lời bào chữa của Microsoft, Opera làm công khai chuyện Microsoft này bằng cách tạo ra một phiên bản trình duyệt có tên là Bork, cắt xén một đoạn nội dung trang web www.msn.com vào bài phát biểu của Swedish Chef. Opera giải thích rằng đây là một trò đùa cho thấy sự dễ dàng của việc thay đổi trang web nếu muốn. Trong phiên bản press-release họ lặp lại câu thần chú trang web có thể mở bởi tất cả trình duyệt.
Một sự việc bất ngờ xảy ra vào tháng 5 năm 2003, khi máy chủ của trang web MSN thông báo lỗi server error khi người dùng thay đổi lựa chọn ngôn ngữ ưa thích của họ. Mặc dù lỗi này cũng ảnh hưởng đến người dùng Internet Explorer, nhưng do trình duyệt Opera giúp người dùng thay đổi ngôn ngữ dễ dàng hơn nên người sử dụng Opera nhận được thông báo lỗi này nhiều hơn. Bộ phận hỗ trợ của Opera lại tố cáo đây là sự cố gắng của Microsoft làm mất uy tín của họ. Công ty Opera Software đã viện dẫn các trường hợp trên làm chứng cứ để kiện Microsoft vi phạm luật chống độc quyền.
Tháng 5 năm 2004, một người (hay công ty) (entity) không xác định trả cho công ty Opera Software 12,75 triệu đô la Mỹ. Opera CTO Håkon Wium Lie giải thích về sự kiện này là: "Resolved an issue close to his heart", nhưng không có một lời giải thích rõ ràng rằng ai (công ty nào) trả khoản tiền này cho công ty Opera Software, và tại sao lại phải trả. Rất nhiều người cho rằng đây là khoản tiền của Microsoft trả cho công ty Opera Software để tránh phải ra hầu tòa.

## Sự chấp nhận của thị trường

### Thị phần
Tham khảo thống kê: Usage share of web browsers
Theo số liệu tháng 4 năm 2006, thị phần toàn cầu của Opera chiếm từ 0,5% đến 0,8%, mặc dù thị phần của Opera tại Nga là 8% 
, trên 7% tại Ba Lan  và trên 6% tại Litva .
Kể từ phiên bản đầu tiên phát hành vào năm 1996, do sự cạnh tranh mạnh của các trình duyệt Internet Explorer, Safari, Netscape, Mozilla Firefox trình duyệt Opera giành được thị phần rất giới hạn trên máy tính để bàn. Trình duyệt Opera chỉ thành công trong lĩnh vực trình duyệt cho thiết bị di động, và sản phẩm chạy đa hệ. Gần đây vẫn chưa có bất kỳ thống kê về trình duyệt trên thiết bị di động, nguyên nhân một phần cũng do thị trường trình duyệt trên thiết bị di động còn khiêm tốn.
Novell đã từng phân phối SUSE Linux kèm với Opera (dựa trên thư viện Qt), SUSE Linux phiên bản 3, Xandros cũng kèm sẵn Opera làm trình duyệt mặc định, nhưng hiện tại SUSE Linux thay Opera bằng Firefox làm trình duyệt mặc định.
Thiết bị trò chơi cầm tay Nintendo DS sẽ sử dụng trình duyệt Opera giúp Nintendo DS truy cập Internet. Thiết bị Wii cũng sử dụng Opera làm trình duyệt để nâng cấp firmware, nhưng hiện tại vẫn chưa biết việc này sẽ được triển khai như thế nào.

## Phiên bản

### Phiên bản phát hành mới nhất
Ghi chú: Phiên bản phát hành mới nhất có thể khác nhau giữa các ngôn ngữ; số phiên bản ghi ở dưới đây là phiên bản tiếng Anh.
- Microsoft Windows & Mac & Unix: 11.60 (đa ngôn ngữ) (phát hành ngày 06/12/2011)
- Microsoft Windows: 11.52 (đa ngôn ngữ)
- Microsoft Windows: 11.51 (đa ngôn ngữ)
- Microsoft Windows: 10.00 có hai bản cho Hoa Kỳ và Quốc tế
- Microsoft Windows: 9.00 có hai bản cho Hoa Kỳ và Quốc tế
- Microsoft Windows: 8.54 (Windows 95 và muộn hơn)
- Microsoft Windows: 3.62 (Windows 3.x)
- Mac OS X: 8.54; Mac OS: 6.03
- Linux i386, SPARC và PowerPC: 8.54
- Linux arm: 7.6 (xem ghi chú dưới đây)
- FreeBSD i386: 8.54
- Solaris SPARC: 8.54
- OS/2: 5.12
- BeOS: 3.62
- QNX: 6.0.1
- Symbian OS Series 60: 8.60 (Series 60 3rd and 2nd Edition)
- Symbian OS Series 60: 6.20 (Series 60 1st Edition)
- Symbian OS UIQ: 6.31
- EPOC: 5.14
- Windows Mobile: 8.00u1
- Java ME (Opera Mini): 2.0.4062 - pro mobils and other with MIDP 1.0
- Pocket PC: 8.60 [62]
- Windows CE

### Phiên bản xem thử
Phiên bản beta cho hệ điều hành Microsoft Windows, Linux, Mac OS X được kiểm thử bởi nhóm kiểm thử beta. Thông tin kỹ thuật chi tiết về bản xem thử có thể tìm thấy tại nhóm tin của Opera, diễn đàn  và mailing-list. Ngày 20 tháng 4 năm 2006, Opera phiên bản 9 beta được phát hành.
Phiên bản 9.0 là trình duyệt cho hệ điều hành Windows đầu tiên vượt qua kiểm tra trình duyệt theo chuẩn Acid2..

### Phiên bản hàng tuần
Từ ngày 13 tháng 2 năm 2006, Opera bắt đầu phát hành xây dựng mới vào thứ sáu hàng tuần. Các phiên bản cho hệ điều hành Windows, Mac OS X và Unix-like (Linux hoặc FreeBSD) sẽ được xây dựng mỗi tuần, nhưng có thể sẽ có tuần bỏ qua phiên bản cho một hệ điều hành nào đó. Việc xây dựng hàng tuần như trên có thể tìm thấy tại blog của nhóm Desktop . Nhóm này có kinh nghiệp trong xây dựng Technical Preview và chỉ sử dụng cho mục đích kiểm thử.

## Tốc độ duyệt
Trình duyệt Opera đã xuất sắc vượt qua các đối thủ trong phần thi này trở thành trình duyệt nhanh nhất. Opera đã tải trang không có Flash về trong vòng 1.64 giây, có Flash trong vòng 2.21 giây. Kết quả này nhanh hơn Google Chrome (1.8 giây và 2.33 giây) và Mozilla Firefox (2.6 giây và 5.59 giây).